# Muizon

Muizon este o comună în departamentul Marne, Franța. În 2009 avea o populație de 2,215 de locuitori.